# Socatra
 (août 2019).
Si vous disposez d'ouvrages ou d'articles de référence ou si vous connaissez des sites web de qualité traitant du thème abordé ici, merci de compléter l'article en donnant les références utiles à sa vérifiabilité et en les liant à la section « Notes et références ».
Ne doit pas être confondu avec Socotra.
Socatra (SOCiété d'Armement et de TRAnsport) est une compagnie de navigation de navires pétroliers et de deux barges destinées au transport de sections d'avions Airbus A380 sur la Garonne.  
Historiquement opérateur au cabotage français et international de produits pétroliers, le groupe est l'un des derniers armateurs à capitaux français, familial et indépendant. 
Spécialisée dans les small et medium tankers, elle a su se développer tant sur des marchés spécifiques de niche que sur le marché mondial de la flotte de trading, et a diversifié son portefeuille de clients et ses zones géographiques d’exploitation.  
Socatra a toujours privilégié les affrètements à temps. La totalité de ces navires, double coque, est exploitée pour le compte de grandes compagnies pétrolières ou d’affréteurs indépendants dans de nombreuses zones. 
Sa flotte bat principalement pavillon français et luxembourgeois.   
Son siège social est établi à Bordeaux, au 9 Allées de Tourny. La compagnie s'appuie également sur ses filiales opérationnelles au Luxembourg (Intershipping) et à Singapour. 
Socatra (ou ses filiales) est membre de : 
- Armateurs de France , dont Fernand Bozzoni est membre du bureau en tant que trésorier ;
- Cluster maritime français
- Cluter maritime luxembourgeois
- Shortsea Shiping BP2S

En 1992, SOCATRA a élargi ses activités avec l’acquisition d’installations de stockage d’hydrocarbures. Les installations situées en France, majoritairement sur la côte atlantique, ont une capacité totale de stockage de près de . La filiale Société Pétrolière des Dépôts (SPD) est spécialisée dans le stockage de produits pétroliers. Son activité consiste dans la réception et le stockage de produits pétroliers 
Sur l'immeuble du 9 allées de Tourny : maison bourgeoise édifiée en 1847. Cette bâtisse est inspirée du style néo-renaissance parisien avec des nervures prononcées. Elle se situe sur le côté Est des allées qui commença à être bâti au XIXe siècle. Cette maison est attribuée à Jean Baptiste Lafargue qui a dessiné d'autres immeubles. 